# Maleinsyre
Maleinsyre, eller (Z)-but-2-endisyre, er en kemisk forbindelse med den kemiske formel HOOCCH=CHCOOH. Det er cis-isomeren til fumarsyre, der er trans-isomeren.